# Florence, Alabama
Florence là một thành phố thuộc tiểu bang Alabama, Hoa Kỳ. Thành phố có diện tích km2, dân số thời điểm năm là 36.721 người. Đây là quận lỵ của quận Lauderdale